# Diecezja Sibolga
Diecezja Sibolga – rzymskokatolicka diecezja w Indonezji. Powstała w 1959 jako prefektura apostolska, podniesiona do rangi diecezji w 1980.

## Biskupi
- Biskupi Sibolga
  - Bp Fransiskus Tuaman Sinaga (od 2021)
  - Bp Ludovikus Simanullang, O.F.M. Cap. (2007 – 2018)
  - Bp Anicetus Bongsu Antonius Sinaga, O.F.M. Cap. (1980 – 2004)
- Prefekci apostolscy Sibolga
  - O. Anicetus Bongsu Antonius Sinaga, O.F.M. Cap. (1978 – 1980)
  - Bp Peter G. Grimm, O.F.M. Cap. (1959 – 1971)